# 屈荡 (车右)
屈蕩（？—？），羋姓，屈氏，名蕩，中国春秋時期楚國的大夫。屈到之父，屈建的祖父。
前597年（鲁宣公十二年、楚庄王十七年）的邲之战，楚庄王的战车一广三十辆，共分为左右两广。许偃驾御右广的指挥车，养由基为车右；彭名驾御左广的指挥车，屈蕩为车右。六月十四日，楚庄王乘坐左广的指挥车，追赶晋国赵旃。赵旃丢掉战车跑进树林，屈蕩和赵旃搏斗，获得了赵旃的铠甲和下衣。楚庄王准备乘坐右广。屈蕩阻止：“君王乘坐左广开始作战，也一定要乘坐它结束战争。”从此楚国的乘广改以左广为先。
赵逵夫考据称，屈蕩即楚屈叔沱戈中记载之屈叔沱。该戈金文记载叔沱为楚王之元右，恰与邲之战相吻合。